# Вилнюски университет
Вилнюският университет (на литовски: Vilniaus universitetas) е най-старото висше учебно заведение в Литва. В Източна Европа е хронологично трети по ред сформиран след Кьонигсбергския унивреситет (1544) и Острожката академия (1576).
Преобразуван в университет на основата на създаденото през 1570 г. Йезуитско училище – за духовно противодействие на реформацията в западноруските /литовски/ земи по това време (в хода на контрареформацията). С акт на крал Стефан Батори от 1 април 1579 г. йезуитското училище е преобразувано в университет. Вилнюският университет е в основата на формираната специфична униатска култура в Жеч Посполита след брестката уния (1596).
До 1755 г., когато е основан Московския университет, или до времето на руското просвещение от XVIII век, Вилнюският университет е най-източния университет в Европа.
Първоначално е имал два факултета – по философия и теология. През 1641 г. са създадени и юридически и медицински факултет, които реално започват да обучават студенти през 1644 г. – юридическия, а медицинския – чак през 1781 г.